# Lasiochalcidia pubescens
Lasiochalcidia pubescens är en stekelart som först beskrevs av Johann Christoph Friedrich Klug 1834.  Lasiochalcidia pubescens ingår i släktet Lasiochalcidia och familjen bredlårsteklar. Inga underarter finns listade i Catalogue of Life.